# دير شرقي
الدير الشرقي قرية سورية تتبع ناحية مركز معرة النعمان في منطقة معرة النعمان في محافظة إدلب في سوريا. تقع على بعد أربعة كيلومترات جنوب شرق معرة النعمان ويوجد فيها قبر الخليفة عمر بن عبد العزيز. بلغ عدد سكانها 4429 نسمة في عام 2004 حسب إحصاء المكتب المركزي للإحصاء
تقع القرية في سهل رسوبي وأرضها صالحة لأغلب المزروعات البعلية والمروية. افتتحت فيها عام 2019 معصرة زيتون. يعمل معظم سكانها أيضا في الإنتاج الحيواني من تربية الدواجن والأغنام بلغ عدد مزارع الدواجن فيها عام 2019 حوالي 200 مزرعة و 6 معاصر زيتون حديثة كما يوجد فيها مشفى خاص.[بحاجة لمصدر]
تحظى القرية أيضا بأهمية سياحية وجود قبر الخليفة عمر بن عبد العزيز والآثار الرومانية وأيضا دير سمعان ودير النقيرة تم العثور على تجمع سكني روماني في موقع (حير تلجة) في شمال القرية وتم نقل الودائع إلى متحف معرة النعمان الوطني وهي عبارة عن لوحات فسيفسائية بالإضافة إلى موقع أثري يضم معصرة زيتون بدائية. كانت القرية مقصدا للزوار حتى بداية الصراع السوري.
القرية خالية من السكان نتيجة الحرب الأهلية في سوريا التي دمرت المنازل ولم تسلم المواقع الأثرية من الدمار والتخريب.